# Міжнародний аеропорт У-Тапао
Міжнародний аеропорт У-Тапао–Районг–Паттайя (IATA: UTP, ICAO: VTBU)        , також відомий як Утапао та У-Тапао, є об’єднаним цивільно-військовим державним міжнародним аеропортом, який обслуговує міста Районг і Паттайя у східному Таїланді . Це в районі Бан Чанг провінції Районг .  
Він також служить аеродромом У-Тапао Королівського флоту Таїланду, де базується перше повітряне крило Королівського флоту Таїланду . У-Тапао є домом для великого центру технічного обслуговування Thai Airways, який обслуговує літаки цієї авіакомпанії, а також літаки інших клієнтів.  Через блокаду аеропортів Бангкока опозиційними протестувальниками, У-Тапао ненадовго став головними повітряними воротами в Таїланд з 26 листопада по 5 грудня 2008 року. Оскільки станом на 2015 рік обидва міжнародні аеропорти Бангкока, важливі для туристичного буму в країні, працюють поза межами своїх можливостей,   У-Тапао, зокрема, розглядається як альтернативні міжнародні ворота через його відносну близькість до столиці.

## Місцезнаходження
У-Тапао знаходиться приблизно 90 миль (140 км) на південний схід від Бангкока, на південь від дороги Сукхумвіт на км. 189, недалеко від Саттахіпа в Сіамській затоці, приблизно за 45 хвилин їзди від Паттайї (найпопулярнішого пляжного курорту Таїланду).

## Історія

### В'єтнамська війна
U-Tapao був побудований Сполученими Штатами для розміщення бомбардувальників B-52 для місій у В'єтнамі, Лаосі та Камбоджі під час війни у В'єтнамі .  Будівництво розпочато 15 жовтня 1965 року та завершено 2 червня 1966 року  У-Тапао був основним аеродромом Південно-Східної Азії для бомбардувальників ВПС США B-52, які місцеві тайці називають «Бджола-хасіп-пила» (B-52).  У-Тапао була передовою базою разом з іншими базами США в Кораті, Удоні, Убоні, Накхон Фаномі та Тахлі . B-52 ВПС США здійснювали регулярні вильоти над Північним В'єтнамом і контрольованими Північним В'єтнамом районами в Лаосі, несучи в середньому 108 500-фунтових і 750-фунтових бомб за місію. У-Тапао регулярно відвідував різдвяні шоу Боба Хоупа для військових. 

### Листопад 2008 протести в Бангкоку
Після тимчасового закриття аеропортів Суварнабхумі та Дон Муеанг наприкінці листопада 2008 року через те, що вони були окуповані антиурядовими протестувальниками, У-Тапао на деякий час став основними додатковими міжнародними воротами Таїланду. Багато авіакомпаній організували спеціальні рейси до та з У-Тапао, щоб переправити міжнародних пасажирів, які застрягли через закриття аеропорту Суварнабгумі.      Кілька урядів, включаючи Італію, Макао та Іспанію, також відправили чартерні рейси для евакуації жителів.
Близько 100 000 пасажирів застрягли в Таїланді до початку грудня. Хоча його злітно-посадкова смуга може приймати великі літаки, термінали У-Тапао не розраховані на обслуговування більше ніж кількох рейсів на день. Мандрівники зіткнулися з багатьма труднощами, і оскільки заходи безпеки не були належними, деякі рейси, що прямували до США, були перенаправлені до Японії, а їхні пасажири повинні були пройти додаткову перевірку безпеки, перш ніж продовжити. 

### озширення аеропортуР
Оскільки два міжнародні аеропорти Бангкока працюють поза межами можливостей, уряд має намір перетворити У-Тапао на третє головне місце для авіакомпаній. Новий другий термінал збільшить пропускну спроможність аеропорту з 800 тисяч до трьох мільйонів осіб на рік. Термінал 2 був частково відкритий у листопаді 2018 року та офіційно відкритий у лютому 2019 року 
Щотижня також здійснювався 41 прямий рейс з Китаю.  Директор аеропорту, контр-адмірал Ворапол Тонгпріча, сказав, що термінал вартістю 620 мільйонів бат є початком трирічної першої фази розвитку. На другому етапі уряд збільшить пропускну здатність до 15 мільйонів пасажирів на рік. 
У листопаді 2022 року уряд Таїланду схвалив ще один план розширення У-Тапао, щоб збільшити його пропускну здатність до 60 мільйонів пасажирів на рік. Планується додати нову злітно-посадкову смугу, руліжні доріжки та об’єкти для збільшення пасажиропотоку Паттайї та Бангкока, а також покращити сполучення зі Східним економічним коридором . 
Перша фаза проекту, яка включає будівництво 157,000 квадратних метрів пасажирського терміналу та 60 стоянок для літаків, планується завершити до кінця 2024 року. Ця фаза дозволить обробляти 15,9 мільйона пасажирів на рік. Друга фаза, яка включатиме додаткові стоянки для літаків та пасажирський термінал площею 107,000 квадратних метрів, запланована на 2030 рік і збільшить пропускну здатність до 30 мільйонів пасажирів щороку. Третя фаза завершиться в 2042 році і збільшить пропускну здатність до 60 мільйонів пасажирів на рік.

## Поступки
Наприкінці 2018 року King Power уклала десятирічний контракт на управління магазинами безмитної торгівлі U-Tapao. Партнерство між тайським ритейлером Central Department Store Company ( Central Group ) і DFS Group буде управляти роздрібними магазинами та послугами, в основному продуктами харчування та напоями, також протягом 10 років. 

## Аварії та інциденти
- 28 жовтня 1977 року Douglas DC-3 авіакомпанії Vietnam Airlines, що прямував з міжнародного аеропорту Тан Сон Нхат, Хошимін, до аеропорту Дуонг Донг, Фукуок, В'єтнам, був викрадений і направлений на авіабазу У-Тапао для дозаправки. Під час викрадення літака загинули двоє в'єтнамських чиновників. [22]
- 9 серпня 2015 року стався інцидент із літаком Boeing 747-400 авіакомпанії Orient Thai Airlines. 9 серпня 2015 року літак виконував рейс OX682 з Бангкока до Мекки (Саудівська Аравія) через У-Тапао. Під час зльоту з У-Тапао літак зазнав гідравлічної несправності, що призвело до розгортання аварійних трапів і евакуації всіх пасажирів. На щастя, ніхто з пасажирів та екіпажу не постраждав. Цей інцидент підкреслив проблеми, пов'язані зі старінням флоту авіакомпанії Orient Thai Airlines, яка стикалася з різними операційними викликами протягом останніх років. Інцидент сприяв посиленню уваги до безпеки авіакомпанії та врешті-решт призвів до припинення її діяльності